# Charlie Dunbar Broad
Charlie Dunbar Broad, znan tudi kot C. D. Broad, angleški filozof znanosti, zgodovine in morale ter pisatelj, * 30. december 1887, Harlesden, Anglija, Združeno kraljestvo, † 11. marec 1971, Cambridge.
Znan je bil po svojih temeljitih in nepristranskih pregledih argumentov v svojih delih, kot so Znanstvena misel (1923), Um in njegovo mesto v naravi (1925) in Preizkus McTaggartove filozofije (2 zvezka, 1933-1938).  
Broad je v eseju "Determinizem, indeterminizem in libertarizem" v knjigi Ethics and the History of Philosophy (1952) uvedel filozofska izraza "pojavna vzročnost" in "nepogojna vzročnost", ki sta v razpravah o libertarni svobodni volji postala podlaga za sodobno razlikovanje med "agent-causal" in "event-causal".  

## Življenje
Broad se je rodil v Harlesdnu v Middlesexu, Anglija.
Od leta 1900 do 1906 se je izobraževal na univerzi Dulwich. Leta 1906 je prejel štipendijo za študij na Kolidžu Trinity v Cambridgeu in leta 1910 diplomiral s prvim razredom odličnosti. Naslednje leto je postal štipendist kolidža Trinity.   
Njegova štipendija na Trinityju je bila nerezidenčna, zato je lahko sprejel tudi mesto docenta na Univerzi v St Andrewsu, kjer je ostal do leta 1920. Tega leta je bil imenovan za profesorja na Univerzi v Bristolu, kjer je delal do leta 1923, ko se je kot predavatelj vrnil na Trinity.   
Od leta 1926 do 1931 je bil predavatelj "moralne znanosti" na filozofski fakulteti Univerze v Cambridgeu.   
Nato je bil leta 1931 na Cambridgeu imenovan za "Sidgwickovega predavatelja" (Henry Sidgwick, angleški filozof in ekonomist) kar je ostal do leta 1933. Potem so ga imenovali za "Knightbridgeovega profesorja moralne filozofije ". Ta naziv je nosil dvajset let (do leta 1953). 
Poleg tega je bil Broad med letoma 1927 in 1928 predsednik Aristotelskega društva, nato pa še med letoma 1954 in 1955. V letih 1935 in 1958 je bil tudi predsednik Društva za psihične raziskave.  
Broad je bil odkrito homoseksualen v času, ko so bila homoseksualna dejanja nezakonita. Marca 1958 je Broad skupaj s filozofoma A.J. Ayerjem in Bertrandom Russllom, pisateljem J. B. Priestleyjem in 27 drugimi poslal pismo časopisu The Times. V pismu je pozval k sprejetju priporočila Wolfendenovega poročila, da homoseksualna dejanja "ne smejo biti več kaznivo dejanje"  
V svoji avtobiografiji pravi: "ne drugače kot menih v samostanu,"  (1959b, str. 67). Do leta 1946, ko je obiskal Švedsko - državo, v katero se je "zaljubil" in se vanjo vračal skoraj vsako leto, ni zapustil Britanskega otočja. Na poklicni ravni se je seznanil s številnimi švedskimi filozofi (na primer s Konradom-Marcom Wogauom na univerzi v Uppsali). V študijskem letu 1953-4 je Broad obiskal Univerzo v Michiganu v Ann Arborju in Kalifornijsko univerzo v Los Angelesu. Z veliko toplino piše o "prijaznosti in gostoljubnosti", s katerima so ga sprejeli, in z značilno skromnostjo dodaja: "Bilo je zabavno, da so me obravnavali kot velikega filozofa" (1959b).  

## Delo
Broad se je začel že zgodaj zanimati za naravoslovje in matematiko. Kljub temu da je bil pri tem uspešen, je menil, da ne bo nikoli vrhunski znanstvenik, zato se je usmeril v filozofijo. Broadova zanimanja so bila izjemno široka. Svojo filozofsko ostrino je posvetil problemu duha in telesa, naravi zaznavanja, spomina, introspekcije in nezavednega, naravi prostora, časa in vzročnosti. Veliko je pisal tudi o filozofiji verjetnosti in indukcije, etiki, zgodovini filozofije in filozofiji religije. Širok obseg in razsežnost Broadovega dela sta impresivna. Poleg tega je gojil zanimanje za parapsihologijo - temo, ki se jo je loteval z nezainteresirano radovednostjo in skrbnostjo, značilno za njegovo filozofsko delo.  
Broad ni bil »filozof« če s tem izrazom mislimo avtorja zelo izvirne filozofske teorije in zelo izvirnim načinom pristopa k filozofskim problemom. Sam je dejal: "Nimam ničesar, kar bi bilo vredno imenovati moj lastni filozofski sistem, in ni filozofa, za katerega bi se bil pripravljen šteti za zvestega sledilca" (1924, str. 77). Kljub temu bo bralec verjetno pridobil filozofska spoznanja iz Broadovega načina natančnega navajanja in skrbnega ocenjevanja teorij, ki na prvi pogled ponujajo rešitve za določen filozofski problem. To značilnost njegovih spisov je natančno opisal A. J. Ayer: "Zadeva je obravnavana z vseh vidikov, različne možnosti so preudarno predstavljene, precedensi so navedeni, napačni argumenti so razkriti: nič ni preskromno: iščemo razloge, nismo ogoljufani z retoriko" (Part of my Life, 1977, str. 117-8).  
Broad je trdil, da bi, če bi raziskave dokazale, da se psihični dogodki pojavljajo, bi to izzvalo filozofske teorije o "osnovnih omejitvenih načelih" na vsaj pet načinov:  
1. Povratno vzročnost (to je da prihodnost vpliva na preteklost) mnogi filozofi zavračajo, vendar bi se izkazalo, da obstaja, če bi na primer ljudje lahko napovedali prihodnost.
2. Eden od pogostih argumentov proti dualizmu (to je prepričanje, da so telesa fizične entitete, medtem ko so misli drugačne, nefizične entitete) je, da fizične in nefizične stvari ne morejo medsebojno vplivati ena na drugo. Vendar bi se to izkazalo za mogoče, če bi lahko ljudje z mislimi premikali fizične predmete (telekineza).
3. Podobno so filozofi  navadno skeptični do trditev, da bi nefizične "stvari" lahko komunicirale s čimer koli. To bi bilo prav tako vprašljivo, če bi se izkazalo, da lahko misli komunicirajo druga z drugo, kar bi se zgodilo, če bi bilo možno branje misli.
4. Filozofi na splošno priznavajo, da lahko svet spoznavamo le z razumom in zaznavanjem. To prepričanje bi bilo postavljeno pod vprašaj, če bi ljudje lahko psihično zaznavali dogodke v drugih krajih.
5. Fizikalistični filozofi menijo, da osebe brez teles ne morejo obstajati. Če bi se izkazalo, da duhovi obstajajo, bi bilo to stališče postavljeno pod vprašaj.

### Pomembnejša dela
V kronološkem vrstnem redu:
- 1914. Perception, physics and reality (delo govori o informacijah, ki jih fizikalna znanost lahko priskrbi o resničnem)
- 1925. The Mind and Its Place in Nature
- 1930. Five types of ethical theory
- 1934. Determinism, iterdeterminism and libertarianism
- 1968. Induction, Probability, and Causation (izbrani članki)